# Papendorf (Warnow)
Papendorf ist eine Gemeinde im Landkreis Rostock in Mecklenburg-Vorpommern (Deutschland). Die Gemeinde gehört zum Amt Warnow-West mit Sitz in der Gemeinde Kritzmow. 

## Geografie
Das Gemeindegebiet Papendorfs liegt am westlichen Ufer der unteren Warnow und grenzt direkt an den Süden der Hanse- und Universitätsstadt Rostock. Die Gemeinde ist ein bevorzugter Wohnstandort mit vielen Eigenheimen geworden, die Einwohnerzahl ist nach 1990 entsprechend gestiegen. Die Warnowschule umfasst eine Grundschule und eine Regionale Schule.
Umgeben wird Papendorf von den Nachbargemeinden Rostock im Norden, Dummerstorf im Osten, Pölchow im Süden, Ziesendorf im Südwesten sowie Kritzmow im Westen.
Zu Papendorf zählen die Ortsteile Papendorf, Gragetopshof, Groß Stove, Niendorf und Sildemow.

## Geschichte
In der Zeit zwischen 1150 und 1300 wurden die Dörfer im Gemeindegebiet von deutschen Bauern im Zuge der Ostsiedlung gegründet. Papendorf wurde erstmals 1257 in einer Urkunde erwähnt. Es gehörte zum herzoglichen Domanialgut, bis 1857 zum Domanialamt Schwaan, um 1900 zum Amt Toitenwinkel. Seit dem 19. Jahrhundert ist Papendorf Schulstandort der Gemeinde.
1349 wurde Sildemow mit dem Namen Cyllemowe vom Herzog Albrecht von Mecklenburg dem Rostocker Ratsmann Heinrich Kruse geschenkt. Bis 1918 war Sildemow ein Gutsdorf (Besitzer Christian Militz), das zum Ritterschaftlichen Amt Schwaan gehörte. Seit 1925 ging dies im Amt Rostock(-Land) auf. Seit 1974 gehört das Dorf zur Gemeinde Papendorf.
Groß Stove war bis Ende 1957 eine eigene Gemeinde. Anfang des 16. Jahrhunderts gelangte das Gut als Pfand in den Besitz des Kartäuserklosters Marienehe. Das Gut gehörte bis 1918 zum Ritterschaftlichen Amt Schwaan. Das Gutshaus Groß Stove wurde Ende des 19. Jahrhunderts von August Sellschop im neoklassizistischen Stil erbaut. Dann gehörte es dem Sildemower Gutsherrn Christian Militz.
Klein Stove gehörte lange dem Heiligen-Geist-Hospital zu Rostock und wurde Stadtgut. Dann war es selbstständige Gemeinde, ab 1950 gehörte es zu Groß-Stove, ab 1958 zu Kritzmow.
Niendorf wurde 1351 vom Rostocker Ratsherrn Johann Rode an den Pfarrer zu St. Petri, Bertold Rode, und die Ratsmänner Gerhard und Lambert Rode geschenkt. Später kam das Dorf in den Besitz des Hospitals St. Georg vor Rostock und war Stadtgut. Ein Teil gehörte zum Domanialamt Schwaan. Ab 1918 war es selbstständige Gemeinde, die 1958 zu Papendorf gelangte.
Gragetopshof hat seinen Namen vom Kaufmann Hermann Gravetop, der 1399 vom Hospital St. Georg vor Rostock den Gragetopshof in Erbpacht nahm. 1822 wurde das Dorf zum Kämmereigut der Stadt Rostock (bis 1918). Seit 1950 gehörte es zur Gemeinde Sildemow, ab 1974 zu Papendorf.

## Bevölkerung
| Jahr | Einwohner |
| ---- | --------- |
| 1990 | 1102      |
| 1995 | 1228      |
| 2000 | 2208      |
| 2005 | 2467      |
| 2010 | 2482      |
| 2015 | 2530      |

| Jahr | Einwohner |
| ---- | --------- |
| 2020 | 2535      |
| 2021 | 2520      |
| 2022 | 2525      |
| 2023 | 2488      |

 Stand: 31. Dezember des jeweiligen Jahres

## Religion
Die in der Gemeinde lebenden Mitglieder der evangelisch-lutherischen Kirche gehören zur Kirchengemeinde in Rostock-Biestow.

## Politik

### Gemeindevertretung
Die Gemeindevertretung von Papendorf besteht aus 12 Mitgliedern. Die Kommunalwahl am 9. Juni 2024 führte bei einer Wahlbeteiligung von 74,0 % zu folgendem Ergebnis:
| Partei / Wählergruppe         | Stimmenanteil 2019 | Sitze 2019 |  | Stimmenanteil 2024 | Sitze 2024 |
| ----------------------------- | ------------------ | ---------- |  | ------------------ | ---------- |
| Wir PapenDörfer               | –                  | –          |  | 72,5 %             | 9          |
| Die Linke                     | 21,7 %             | 3          |  | 27,5 %             | 3          |
| CDU                           | 20,4 %             | 3          |  | –                  | –          |
| Unabhängige Liste             | 20,3 %             | 2          |  | –                  | –          |
| SPD                           | 18,6 %             | 2          |  | –                  | –          |
| Bündnis 90/Die Grünen         | 10,3 %             | 1          |  | –                  | –          |
| AfD                           | 06,2 %             | 1          |  | –                  | –          |
| Einzelbewerber Knut Poschmann | 02,5 %             | –          |  | –                  | –          |
| Insgesamt                     | 100 %              | 12         |  | 100 %              | 12         |

### Bürgermeister
- 2019–2024: Jürgen Ahrens (Unabhängige Liste)
- seit 2024: Bernd Risch (Wir PapenDörfer)

Ahrens wurde in der Bürgermeisterstichwahl am 16. Juni 2019 mit 56,1 % der gültigen Stimmen gewählt. Bei der Bürgermeisterwahl am 9. Juni 2024 wurde Risch ohne Gegenkandidat mit 82,6 % der gültigen Stimmen zu seinem Nachfolger gewählt. Seine Amtsdauer beträgt fünf Jahre.

### Wappen
Seit dem 31. März 2021 führt die Gemeinde Papendorf ein eigenes Wappen. Das Wappen zeigt auf einem blauen Grund fünf Rüben und einen Greifenkopf, geteilt von einer Wellenlinie, die die Warnow symbolisiert. Die fünf Rüben stehen für die fünf landwirtschaftlich geprägten Orte Sildemow, Gragetopshof, Papendorf, Groß Stove und Niendorf. Der Greif ist das Zeichen der Hansestadt Rostock nördlich der Gemeinde.

## Sehenswürdigkeiten

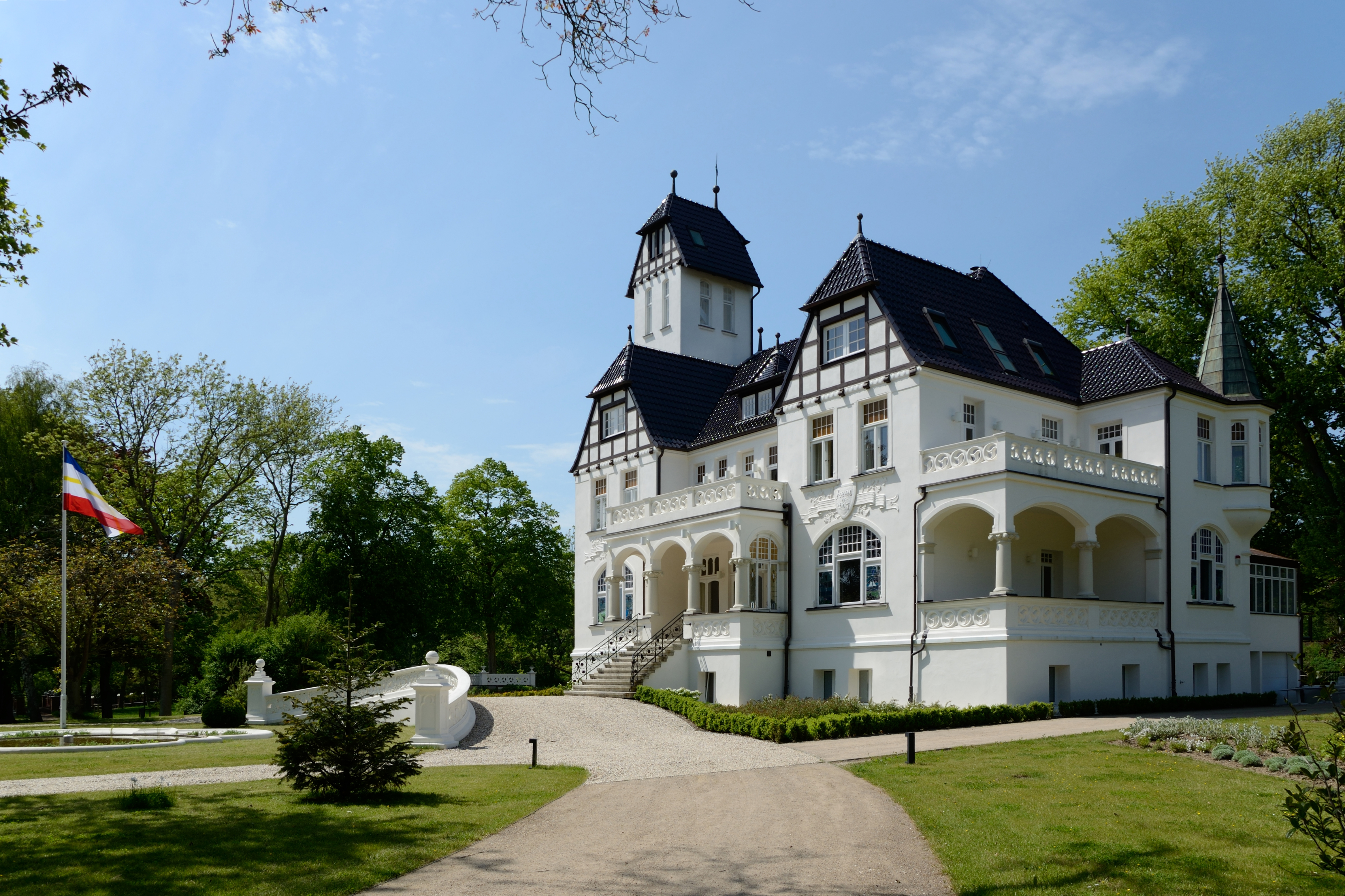
Villa Papendorf von 1907

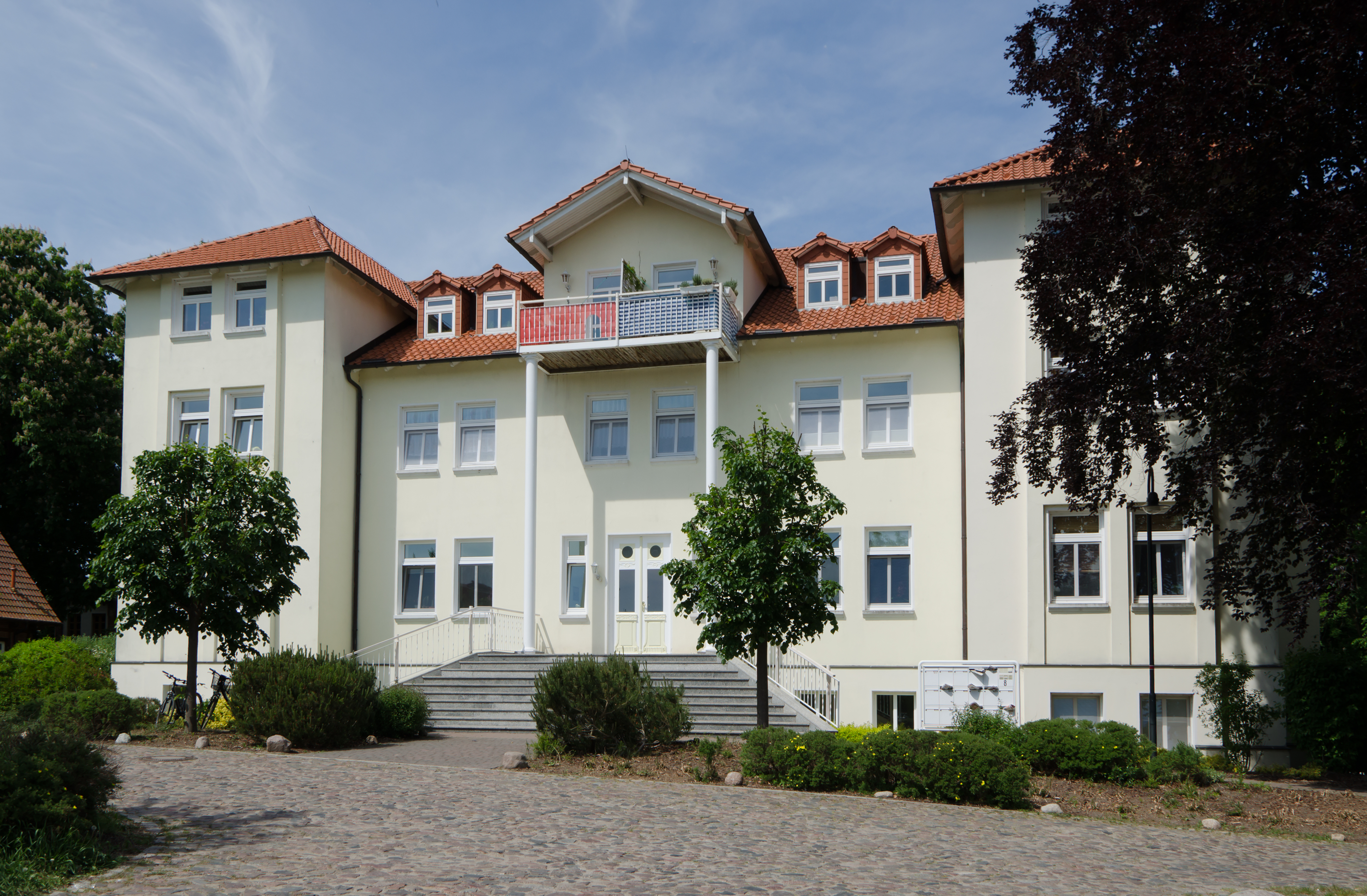
Ehemaliges Gutshaus in Sildemow

- Im Ortsteil Sildemow befindet sich ein Gedenkstein von 1969 für den Kommunisten Fiete Schulze, der nach seiner Rückkehr aus der sowjetischen Emigration von der NS-Justiz 1935 ermordet wurde. Nach dem Untergang eines Rostocker Motorschiffs mit Schulzes Namen im Jahr 1967 benannten Jugendliche ihren Klub nach ihm und errichteten am 34. Jahrestag seiner Hinrichtung diese Gedenkstätte.
- Jugendstilvilla in Papendorf, 1907 vom Unternehmer Heinrich Höppner errichtet, steht unter Denkmalschutz
- Gutshäuser in Groß Stove und Sildemow

→ Siehe auch Liste der Baudenkmale in Papendorf (Warnow)

## Verkehr
Die unmittelbare Nachbarschaft zu Rostock bietet Papendorf eine günstige Anbindung an die überregionalen Verkehrswege. Durch das Gemeindegebiet führt die Bundesautobahn 20 mit der Anschlussstelle Rostock-Südstadt beim Ortsteil Niendorf und die Landesstraße von Rostock nach Schwaan. Der Haltepunkt Papendorf liegt an der Bahnstrecke Bad Kleinen–Rostock und wird von der Linie S 2 Warnemünde–Rostock–Güstrow der S-Bahn Rostock im Stundentakt bedient.

## Persönlichkeiten
- Roland Geitmann (1941–2013), Professor für öffentliches Recht, Oberbürgermeister der Stadt Schramberg, in Sildemow geboren
- Fiete Bock (* 2007), Fußballspieler, wuchs in Papendorf auf